# Mina Costerman

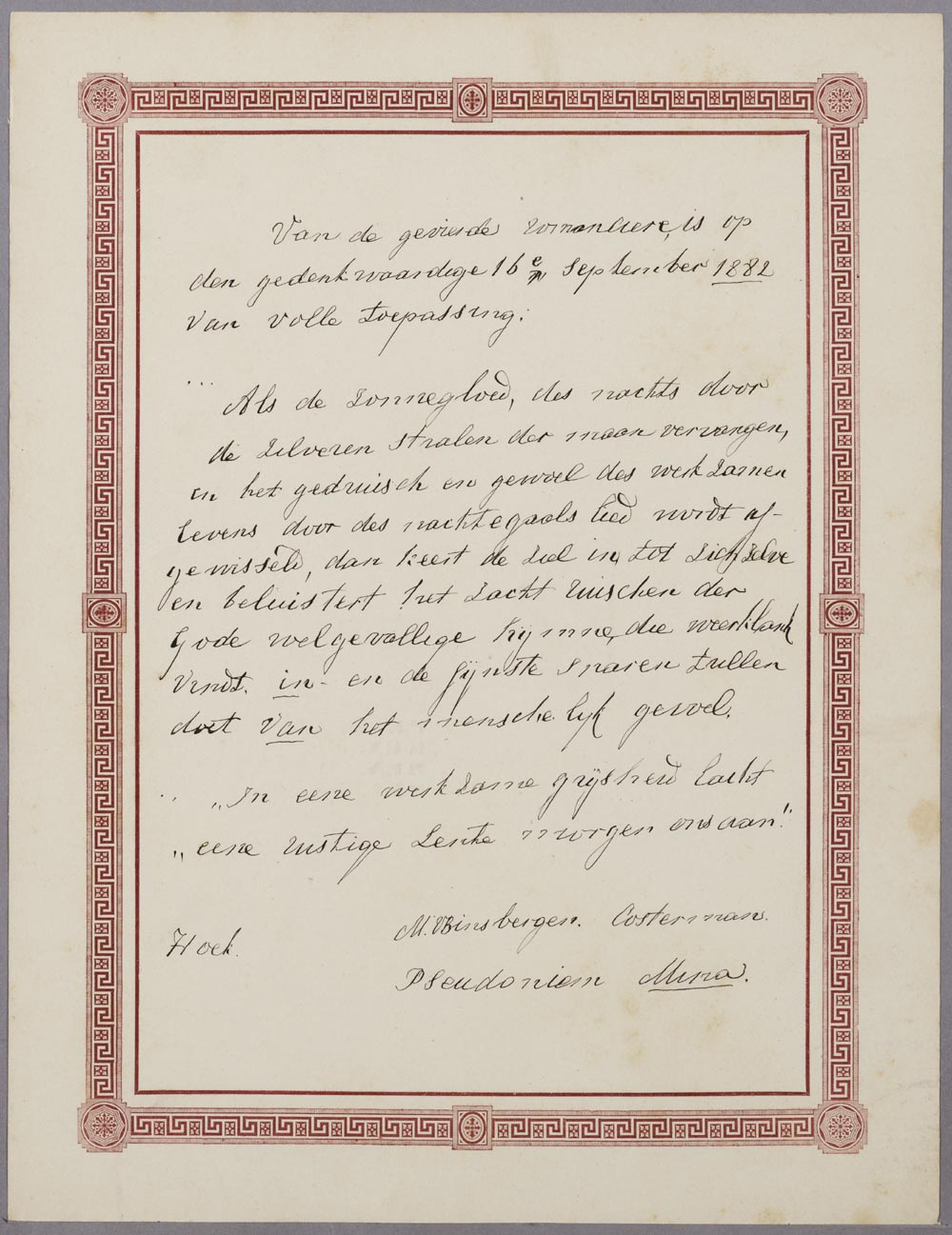
Bijdrage van Mina aan het Album van Mevrouw Bosboom-Toussaint (1882)

Maria (Mina) Costerman (Rotterdam, 14 oktober 1808 – Terneuzen, 14 september 1892) was een Nederlands letterkundige en docent.

## Leven en werk
Mina Costerman was een dochter van Hendrik Costerman (1764-1812), tweede directeur en boekhouder bij het Stads Algemeen Armenbestuur Rotterdam, en Gerardina Susanna de Sel (1775-1808). Ze trouwde in 1833 met predikant Johannes Fredericus van Binsbergen (1808-1890). Het echtpaar verhuisde wanneer hij van standplaats veranderde en woonde binnen de provincie Zeeland achtereenvolgens in Schore en Vlake, Hoek en na zijn emeritaat in 1886 in Terneuzen.
Costerman vertaalde uit het Duits. Ze schreef onder het pseudoniem Mina bijdragen voor tijdschriften en periodieken als De Vriend van Armen en Rijken, de Christelijke volks-almanak, Letteroefeningen, Theophania, de Evangelische almanak, De Hollandsche Illustratie en Ons Streven, veelal vanuit een christelijk perspectief en een enkele keer expliciet op vrouwen gericht. Ze schreef daarnaast educatieve kinderverhalen. In 1869 publiceerde ze het boek Hoe het in den 'goeden' ouden tijd toeging over haar betovergrootvader Cornelis Costerman die eind 17e eeuw van moord werd beschuldigd. Het vonnis leidde tot het 'Costermanoproer', een opstand van het ontevreden volk. "Haar vernuft toont zich vooral in kinderrijmpjes en raadsels", scheef Frederik Nagtglas in 1890 over Mina Costerman in zijn Levensberichten van Zeeuwen. Costerman was bevriend met Louise Victorine Nagel, die zelf onder pseudoniem publiceerde, en met wie zij op vertrouwelijke voet correspondeerde.
Mina Costerman overleed op 83-jarige leeftijd.

## Enkele publicaties
- "Geloof, hoop en liefde", Christelijke volks-almanak (1851), p. 55-86.
- "Anna, een waar verhaal", Christelijke volks-almanak (1852), p. 113-171.
- "Hoe het in den 'goeden' ouden tijd toeging: eene donkere bladzijde uit de geschiedenis van een onzer vaderlandschen steden op het einde der zeventiende eeuw, naar oude familiepapieren opgesteld. Gorinchem 1869.
- "Inrichting voor behoeftige meisjes", Ons Streven 1 (1870) 16, p. 80-81.
- "Een rijtoertje in Drente", De Nieuwe Kinderbibliotheek 2 (1878), p. 2-9.

- Biografisch Portaal: 07627916
- Digitale Bibliotheek voor de Nederlandse Letteren: cost042